# Roberto Colaninno

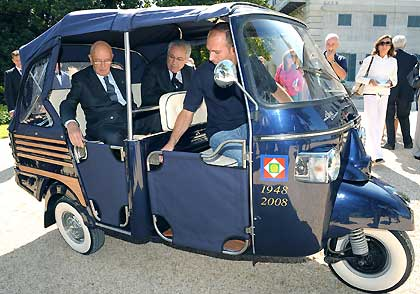
Roberto Colaninno mit Präsident Giorgio Napolitano (2008)

Roberto Colaninno (* 16. August 1943 in Mantua; † 19. August 2023 ebenda) war ein italienischer Manager, Unternehmer und Investor.

## Leben

### Beruflicher Werdegang
Der Sohn eines Berufssoldaten und einer Näherin begann nach einem abgebrochenen Wirtschaftsstudium 1967 als Buchhalter beim Autoteilehersteller FIAMM. Nach wenigen Jahren kaufte er das Unternehmen. 1981 gründete er in seiner Heimatstadt die in der gleichen Branche tätige Sogefi und baute diese zu einem international tätigen Konzern auf.
Im September 1996 wurde Colaninno zum CEO des finanziell schwer angeschlagenen Olivetti Konzerns berufen. Unter seiner Führung wurde das Unternehmen saniert und als Telekommunikations-Holding mit Mehrheitsbeteiligungen an Omnitel (später in Vodafone aufgelöst) und Infostrada (später in Wind aufgelöst) strategisch neu ausgerichtet.
Nachdem die Sanierung von Olivetti vollständig abgeschlossen war, lancierte Colaninno den größten bis zu diesem Zeitpunkt in Italien je gewagten Übernahmeversuch, für einen Gesamtwert von 60 Milliarden Euro den Kauf von Telecom Italia. Nach erfolgreichem Abschluss der vollständig fremdfinanzierten Übernahme hielt Olivetti über eine komplexe Verschachtelung 51 Prozent an Telecom Italia, worauf Colaninno CEO und Verwaltungsratspräsident von Telecom Italia sowie von Telecom Italia Mobile (auch TIM) wurde. Diese Funktionen hielt er bis Juli 2001 inne, als Colaninno seine Beteiligung am nun hochverschuldeten ehemaligen Monopolunternehmen an ein ebenfalls höchst verschachteltes Konstrukt rund um den von Marco Tronchetti Provera kontrollierten Pirelli-Konzern veräußerte. Der unter nicht klaren Umständen durchgeführte Verkauf bescherte Colaninno einen Milliardengewinn. Die italienische Steuerbehörde befand die Transaktion für nicht gesetzeskonform, wofür sie die von Colaninno kontrollierte Schachtelgesellschaft Bell zur Zahlung von 1,937 Milliarden Euro verurteilte.
Im September 2002 gründete Colaninno zusammen mit weiteren Partnern die Beteiligungsgesellschaft Omniainvest S.p.A. Zwei Monate später erwarb er mit dieser die Kontrollmehrheit an der börsennotierten Immobiliengesellschaft IMMSI S.p.A. und wurde deren Verwaltungsratspräsident. Dem Immobiliengeschäft wurde die Beteiligung an wichtigen Industrieunternehmen als zweites Standbein hinzugefügt. Zunächst versuchte Colaninno Anfang 2003 vergeblich, den Automobilkonzern Fiat zu übernehmen. Im Oktober 2003 übernahm er dann einen 31,25-prozentigen Aktienanteil an der Piaggio-Gruppe. Im Dezember 2004 erwarb Colaninno die Unternehmen Aprilia und Moto Guzzi. Bis zu seinem Tod wirkte er als CEO der Piaggio Gruppe, die mit den Marken Vespa, Piaggio, Aprilia, Moto Guzzi, Gilera sowie Derbi zu Europas größtem Roller- und Motorradhersteller wurde.
Auf Initiative des seinerzeit neu gewählten Ministerpräsidenten Silvio Berlusconi beteiligte sich Colaninno im Sommer 2008 als Präsident der neu gegründeten CAI (Compagnia Aerea Italiana) an der Privatisierung der Alitalia, die von der Regierung Prodi zuvor an Air France-KLM verkauft werden sollte. Colaninno wurde Vorstandsvorsitzender der Alitalia. Nach dem Einstieg der emiratischen Fluggesellschaft Etihad Airways als Großaktionär im Jahr 2014 wurde Colannino Ehrenvorsitzender. Drei Jahre später trat er aus dem Vorstand zurück. 2022 wurden er und 13 weitere Verantwortliche der Jahre 2015 bis 2017 wegen betrügerischen Bankrotts und gefälschter Geschäftsberichte angeklagt. Colaninno beteuerte seine Unschuld. Zum Zeitpunkt seines Todes hatte der Prozess noch nicht begonnen.

#### Verurteilung
Am 7. Dezember 2006 wurde Colannino in der Sache Bagaglino/Italcase vom Gericht in Brescia wegen Konkurses unter Begünstigung von Gläubigern zu 4 Jahren und 1 Monat Haft verurteilt.
Im Berufungsverfahren wurde er freigesprochen.

### Mitgliedschaften und Auszeichnungen
Zwischen 1997 und 2002 war Roberto Colaninno Mitglied des Direktionsrates der Arbeitgeberorganisation Confindustria. Er wurde zudem zum Cavaliere del Lavoro („Ritter der Arbeit“) erhoben und 2001 wurde ihm von der Universität in Lecce den Ehrendoktortitel in „Wirtschaft und Handel“ verliehen. Colaninno war Verwaltungsratsmitglied der Investmentbank Mediobanca und der Efibanca.

## Privates
Colaninno verstarb in seiner Heimatstadt Mantua, mit der er sich stets verbunden fühlte. Er hinterließ zwei erwachsene Söhne, Matteo und Michele Colaninno, und seine Witwe Oretta. Ende September 2023 wurde Matteo Vorsitzender des Verwaltungsrats (Chairman) der Piaggio-Gruppe und Michele deren Vorstandsvorsitzender (CEO).